# Daniel Carrillo
Daniel José Carrillo Montilla (Barquisimeto, 2 dicembre 1995) è un calciatore venezuelano, difensore dell'Universidad Central e della nazionale venezuelana.

## Carriera

### Club
Ha debuttato fra i professionisti con il Deportivo Lara l'11 agosto 2013, disputando l'incontro di Primera División perso 4-1 contro l'Atlético El Vigía.
Il 4 febbraio 2021 è stato acquistato a titolo definitivo dalla squadra finlandese del KuPS.

### Nazionale
Con la nazionale Under-20 ha preso parte al Sudamericano di categoria nel 2015.
Il 2 settembre 2021 ha esordito con la nazionale venezuelana giocando l'incontro perso 1-3 contro l'Argentina, valido per le qualificazioni al campionato mondiale di calcio 2022.

## Statistiche

### Presenze e reti nei club
Statistiche aggiornate al 29 settembre 2021.
| Stagione              | Squadra               | Campionato            | Campionato | Campionato | Coppe nazionali | Coppe nazionali | Coppe nazionali | Coppe continentali | Coppe continentali | Coppe continentali | Altre coppe | Altre coppe | Altre coppe | Totale | Totale |
| Stagione              | Squadra               | Comp                  | Pres       | Reti       | Comp            | Pres            | Reti            | Comp               | Pres               | Reti               | Comp        | Pres        | Reti        | Pres   | Reti   |
| --------------------- | --------------------- | --------------------- | ---------- | ---------- | --------------- | --------------- | --------------- | ------------------ | ------------------ | ------------------ | ----------- | ----------- | ----------- | ------ | ------ |
| 2013-2014             | Deportivo Lara        | PD                    | 20         | 0          | CV              | 0               | 0               |                    | -                  | -                  |             | -           | -           | 20     | 0      |
| 2014-2015             | Deportivo Lara        | PD                    | 5          | 1          | CV              | 0               | 0               |                    | -                  | -                  |             | -           | -           | 5      | 1      |
| 2015                  | Deportivo Lara        | PD                    | 17         | 0          | CV              | 7               | 1               |                    | -                  | -                  |             | -           | -           | 24     | 1      |
| 2016                  | Deportivo Lara        | PD                    | 13         | 0          | CV              | 2               | 0               | CS                 | 0                  | 0                  |             | -           | -           | 15     | 0      |
| 2017                  | Deportivo Lara        | PD                    | 35         | 0          | CV              | 2               | 0               |                    | -                  | -                  |             | -           | -           | 37     | 0      |
| 2018                  | Deportivo Lara        | PD                    | 37         | 2          | CV              | 0               | 0               | CL                 | 4                  | 0                  |             | -           | -           | 41     | 2      |
| 2019                  | Deportivo Lara        | PD                    | 35         | 0          | CV              | 2               | 0               | CL+CS              | 1+2                | 0                  |             | -           | -           | 40     | 0      |
| 2020                  | Deportivo Lara        | PD                    | 19         | 0          | CV              | 0               | 0               |                    | -                  | -                  |             | -           | -           | 19     | 0      |
| Totale Deportivo Lara | Totale Deportivo Lara | Totale Deportivo Lara | 181        | 3          |                 | 13              | 1               |                    | 7                  | 0                  |             | -           | -           | 201    | 4      |
| 2021                  | KuPS                  | VL                    | 19         | 0          | CF              | 5               | 1               | UECL               | 8                  | 0                  |             | -           | -           | 32     | 1      |
| Totale carriera       | Totale carriera       | Totale carriera       | 200        | 3          |                 | 18              | 2               |                    | 15                 | 0                  |             | -           | -           | 233    | 5      |

### Cronologia presenze e reti in nazionale
| Cronologia completa delle presenze e delle reti in nazionale ― Venezuela | Cronologia completa delle presenze e delle reti in nazionale ― Venezuela | Cronologia completa delle presenze e delle reti in nazionale ― Venezuela | Cronologia completa delle presenze e delle reti in nazionale ― Venezuela | Cronologia completa delle presenze e delle reti in nazionale ― Venezuela | Cronologia completa delle presenze e delle reti in nazionale ― Venezuela | Cronologia completa delle presenze e delle reti in nazionale ― Venezuela | Cronologia completa delle presenze e delle reti in nazionale ― Venezuela |
| Data                                                                     | Città                                                                    | In casa                                                                  | Risultato                                                                | Ospiti                                                                   | Competizione                                                             | Reti                                                                     | Note                                                                     |
| ------------------------------------------------------------------------ | ------------------------------------------------------------------------ | ------------------------------------------------------------------------ | ------------------------------------------------------------------------ | ------------------------------------------------------------------------ | ------------------------------------------------------------------------ | ------------------------------------------------------------------------ | ------------------------------------------------------------------------ |
| 2-9-2021                                                                 | Caracas                                                                  | Venezuela                                                                | 1 – 3                                                                    | Argentina                                                                | Qual. Mondiali 2022                                                      | -                                                                        | 46’                                                                      |
| 11-11-2021                                                               | Quito                                                                    | Ecuador                                                                  | 1 – 0                                                                    | Venezuela                                                                | Qual. Mondiali 2022                                                      | -                                                                        |                                                                          |
| Totale                                                                   |                                                                          | Presenze                                                                 | 2                                                                        |                                                                          | Reti                                                                     | 0                                                                        |                                                                          |

## Palmarès

### Club

#### Competizioni nazionali
- Coppa di Finlandia: 1

KuPS: 2021